# Het Sportblad
Het Sportblad is een voormalig Nederlands geïllustreerd sporttijdschrift, dat was gewijd aan diverse takken van sport. Het weekblad werd in 1888 opgericht en in 1927 opgeheven. 
Pim Mulier was een van de oprichters. Hij schreef over zijn eigen eerste Elfstedentocht in de strenge winter van 1890-1891. Zijn snelle tijd van dertien uur inspireerde schaatsers om de tocht nog sneller af te leggen.
Vanaf 1888 begon de journalist Mulier in het blad te lobbyen voor een sportbond. In 1889 leidde dat tot de oprichting van de Nederlandse Athletiek en Voetbal Bond (NAVB). Vanaf 1892 werd Het Sportblad een officieel orgaan van de NAVB/NVB, en zijn opvolgers Nederlandsche Athletiek-Bond en (Koninklijke) Nederlandse Atletiek Unie. Ook andere bonden, zoals de Nederlandse Cricketbond en de Nederlandse Zwembond gebruikten het blad voor officiële mededelingen.
In 1898 maakte Het Sportblad reclame met de ondertitel: "Het goedkoopste weekblad gewijd aan athletiek, voetbal, wielrijden, cricket, enzovoort." Een jaarabonnement van het weekblad kostte 3 gulden; losse nummers 10 cent. De prijs zou zeker vijftien jaar lang niet veranderen. Volgens het Centraal Bureau voor de Statistiek zijn de prijzen uit het vroegste ijkpunt 1900 vergelijkbaar in 2024 met abonnementskosten van € 49,51 per jaar en € 1,65 per los nummer.
Vanaf 1905 werd de hoofdredactie gevoerd door Christiaan Groothoff op de redactie van de Telegraaf.